# 馬來咖哩餃

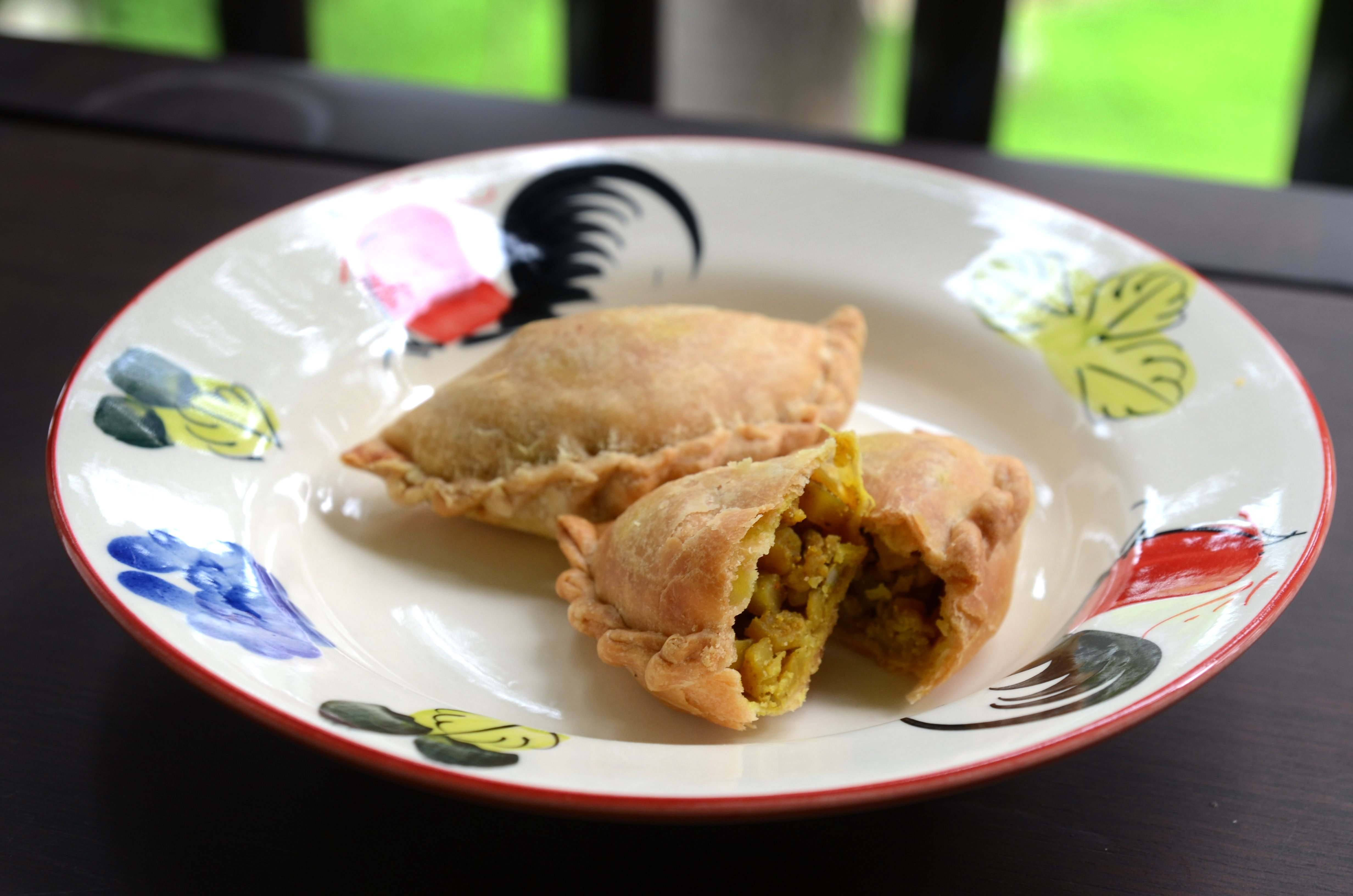
咖哩餃 (非CURRY角,CURRY角為三角形)

咖哩餃，港稱咖哩角，又稱咖哩卜，是一種馬來點心，流行於馬來西亞、香港、印度尼西亞和泰國等地。

## 作法
咖哩餃以麵皮包上咖哩餡料，形狀一般為半圓形，將其邊緣捏成花邊後，再經油炸或烘烤而成，其外型及製作方式與葡萄牙的恩潘納達（牛肉餡餅）類似。其餡料包括用咖哩粉調味的牛肉、羊肉、雞肉等絞肉和馬鈴薯或番薯等根莖類作物，以及洋蔥、水煮蛋等食材。

## 起源
咖哩餃起源於中東，十三世紀隨著回教的傳播傳至印度。十五世紀時期，葡萄牙一支貿易船隊開始在南亞和東南亞一帶進行貿易及殖民，接觸咖哩餃並將其改良成恩潘納達，其殖民地馬六甲的馬來人由於受到統治者的影響，亦有機會接觸該道餡餅，逐漸演變成現時所見的咖哩餃。後來咖哩餃隨著馬來人遷移傳至東南亞沿海一帶，在馬來人聚集的地方均可見到咖哩餃的踪影。近年廣受其他民族歡迎，納入為其他民族的菜系。
早期咖哩餃僅出現於馬來半島各地的庶民家中或巴剎（市場），大部分將其作為下午茶點心或早餐。迄今已出現品牌化的咖哩餃，在馬來西亞一帶的速食店、百貨公司，甚至瑞典家居企業宜家均有販售。

## 相關
- 恩潘納達
- 印度咖哩餃
- 酥皮
- 康瓦爾餡餅
- 約翰麵包